# Durow Cars
Durow Cars war ein britischer Hersteller von Automobilen.

## Unternehmensgeschichte
Nick Durow gründete 1985 das Unternehmen in Newthorpe in der Grafschaft Nottinghamshire. Er begann mit der Produktion von Automobilen und Kits. Der Markenname lautete Durow. 1994 endete die Produktion. Insgesamt entstanden etwa neun Exemplare.

## Fahrzeuge
Erstes und bestverkauftes Modell war der Deluge VS. Die Basis bildete ein Fahrgestell mit zwei Schienen. Ein Teil des Fahrgastraums stammte vom MG Midget. Der Rest der Karosserie bestand aus Fiberglas. Viele Teile stammten vom Ford Granada. Neben dem Granada-Motor war auch ein V8-Motor von Rover erhältlich. Das Fahrzeug war allerdings 46 cm länger als ein Granada. Die Karosserieform Landaulet ist überliefert. 1986 kostete ein Bausatz 1950 Pfund. Zwischen 1985 und 1990 entstanden etwa vier Exemplare.
Der Starr war noch länger. Seine Karosserie bestand aus Stahl, Aluminium und Edelstahl. Zwischen 1986 und 1990 fanden sich drei Käufer.
Der Debonair stand von 1989 bis 1990 im Angebot, blieb aber ein Einzelstück.
Zwischen 1992 und 1994 gab es den Virage de Ville. Er basierte ebenfalls auf einem Ford Granada. Seine Karosserie war vom 1936er Chrysler Imperial inspiriert. Lediglich ein Fahrzeug entstand.